# Lomitz
Lomitz ist ein Ortsteil der Gemeinde Prezelle im Landkreis Lüchow-Dannenberg in Niedersachsen.
Das Dorf liegt südlich des Kernbereichs von Prezelle und südöstlich der B 493. Südlich vom Ort erstreckt sich das 535 ha große sumpfige Naturschutzgebiet Planken und Schletauer Post, das der nach Westen hin abfließenden Luciekanal entwässert.

## Geschichte
Am 1. Juli 1972 wurde Lomitz in die Gemeinde Prezelle eingegliedert.

## Persönlichkeiten
Die deutsche Fußballtorhüterin Almuth „Alma“ Schult (* 1991) ist in Lomitz aufgewachsen.